# Gersão de Axum
Gersão ou Gersam (em hebraico: גֵּרְשֹׁם; em ge'ez: ጌርሳም; romaniz.: gērisami, c. 600)  foi o 25º monarca do Império de Axum. Ele é conhecido principalmente pelas moedas cunhadas durante seu reinado.
Munro-Hay sugere que Gersão ou Axam foram os últimos reis axumitas a emitir moedas. No entanto, nenhuma moeda de ouro pertencente ao reinado de Axam foi encontrada, e a cunhagem de reinado de Gersão é considerada a última em ouro. 
Gianfrancesco Lusini em seu artigo Note linguistiche per la storia dell’Etiopia antica afirma que a partir de Calebe os nomes dos monarcas sofreram uma mudança radical e duradoura para uma inspiração político-religiosa baseada no antigo testamento. Sendo assim Gersão teria sido inspirado no Êxodo 2:22. 
Gersão foi sucedido no topo do trono por Axam. 

## Ver Também
- Lista de reis de Axum, segundo Munro-Hay
- Tarik Negusti -- Lista dos Imperadores da Abissínia